# حوسبة لينة

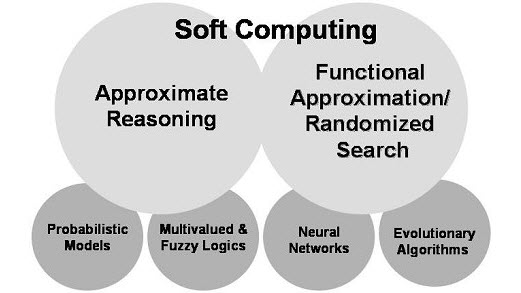

الحوسبة اللينة (بالإنجليزية: soft computing)‏ هي مصطلح يستعمل في مجال علوم الحاسب ليشير إلى فرع من العلوم يهتم بإيجاد حلول قد تكون غير دقيقة لمسائل حسابية معقدة كمسألة NP كاملة، والتي يكون حلها الدقيق غير قابل للاشتقاق في خوارزمية ذات كلفة يعبر عنها بكثير حدود زمني من النمط T(n) = O(nk)،.

## فروع هذا العلم
تندرج تحت هذا الفرع من العلم اختصاصات عديدة منها:
- منطق ضبابي
- شبكات عصبونية اصطناعية والحساب العصبوني
- الطرق الهجينة
- التحسيب تطوري Evolutionary computation والذي يشمل الخوارزميات الجينية genatic algorithm أو التطور التفاضلي
- ذكاء الأسراب وما يشمله من خوارزميات لمحاكاة الكائنات الحية الأقل ذكاءً والتي لها إمكانيات محدودة كالنمل والطيور والأسماك كخوارزميات Ant colony optimization، Bees algorithms، Bat algorithm ...إلخ
- كما ويتطرق هذا العلم لبعض نظريات الاحتمالات ونظرية الشواش والبيرسيبترون

بشكل عام فإن هذا العلم يستقي خوارزمياته من العلوم البيولوجية ويشبه إلى حد ما يعرف بالحوسبة الطبيعية وهو أقربب لها من الخوارزميات التقليدية المعتمدة على المنطق الرياضي حيث أنه يتعامل مع قضايا اللاوثوقية ويعتمد على التسامح من عدم الدقة وما يسمى بالحقيقة الجزئية عكس مايعرف بالحوسبة الصلبة التي تتعامل مع الحقائق والمنطق الرياضي كما ويعتمد بشكل كبير على ما يعرف باستنتاج استقرائي